# Thomas Wilson
Pour les articles homonymes, voir Thomas Wilson (homonymie) et Wilson.
Thomas Wilson CBE, né le 10 octobre 1927 – mort le 12 juin 2001, est un compositeur écossais de musique classique.
Thomas Brendan Wilson naît à Trinidad (Colorado) aux États-Unis de parents britanniques qui déménagent en Écosse lorsque l'enfant à 17 mois. Ils s'installent dans la région de Glasgow où il vivra et travaillera le reste de sa vie. Thomas Wilson est formé au St. Mary’s College à Aberdeen. Il sert dans la RAF de 1945 à 1948 puis est lecteur de musique à l'université de Glasgow.

## Carrière
Thomas Brendan Wilson a dit qu'il ne voulait pas seulement être un compositeur mais qu'il devait en être un. Il avait une force intérieure - il sentait qu'il n'avait pas le choix en la matière. Un des premiers diplômés en musique de l'université de Glasgow, Wilson devient maître de conférences à son alma mater en 1957. Il est plus tard nommé reader (1971) et se voit confier une chaire personnelle en 1977. Il joue en permanence un rôle actif dans la vie musicale du Royaume-Uni et occupe des postes de direction et de conseil dans des organisations telles que le Scottish Arts Council, The New Music Group of Scotland, The Society for the Promotion of New Music (en), la British Academy of Songwriters, Composers and Authors (en) (président de 1986 à 1989) à présent British Association of Composers and Songwriters, et la Scottish Society of Composers (dont il est membre fondateur).
Ses œuvres ont été jouées partout dans le monde et embrassent toutes les formes - orchestre, orchestre choral, orchestre de chambre, opéra, ballet, fanfare, musique vocale de différents types et sont disponibles pour une grande variété d'ensembles de chambre et d'instruments solo. Wilson a composé cinq symphonies, dont la quatrième, Passeleth Tapisserie, a été créée par l'Orchestre national royal d'Écosse sous la direction de Bryden Thomson le 6 août 1988 dans l'abbaye de Paisley. Il a également écrit plusieurs concertos et œuvres chorales. Son œuvre la plus importante est un opéra, Confessions of a Justified Sinner (1972–75), commandé par le Scottish Opera à partir du roman de James Hogg.
Wilson reçoit l'Ordre de l'Empire britannique en 1990. L'année suivante il reçoit un bachelor of music (en) honoraire de l'université de Glasgow et est fait fellow de la Royal Scottish Academy of Music and Drama. Il est aussi élu fellow de la Royal Society of Edinburgh.
Le 80e anniversaire de la naissance de Thomas Wilson le 10 octobre 1927 est marqué par une représentation de la suite St Kentigern du compositeur le 17 janvier 2008 par l'Orchestre de Chambre RSAMD et par une exécution du Concerto pour violon du compositeur également en janvier 2008 par l'Orchestre national des jeunes d'Écosse.
Une biographie coécrite par David Griffith et Margaret Wilson et éditée par le professeur Karl Gwiasda, est achevée et publiée en 2011 à l'occasion du 10e anniversaire de sa mort. Le critique musical, Michael Tumelty a récemment décrit Wilson dans le Glasgow Herald (2 décembre 2011) comme « un compositeur magistral et l'un des musiciens les plus sages et les plus philosophiques que j'ai rencontrés ».

## Œuvres

### Œuvres orchestrales
- 1955 : Symphonie no 1
- 1965 : Symphonie no 2
- 1979 : Symphonie no 3, commandé par Musica Nova.
- 1988 : Symphonie no 4, Passeleth Tapestry (comptée comme symphonie en 1996) commandée par le Renfrew District Council avec le Strathclyde Regional Council pour marquer le 500e de Paisley comme Burgh de baronnie.
- 1998 : Symphonie no 5 commandée par le Scottish Chamber Orchestra.
- 1967 : Concerto pour Orchestre
- 1985 : Concerto pour piano et orchestre commandé par Bryden Thomson pour David Wilde et l'orchestre philharmonique de la BBC Philharmonic Orchestra.
- 1987 : Concerto pour alto, commandé par James Durrant avec l'aide de la fondation BBCSSO.
- 1993 : Concerto pour violon, commandé par le National Youth Orchestra of Scotland (en) et BP pour Ernst Kovacic.
- 1996 : Concerto pour guitare, commandé par Phillip Thorne.
- 1960: Variations pour orchestre
- 1964: Pas De Quoi Six petites danses pour cordes.
- 1967 : Touchstone commandé par la BBC pour les Sir Henry Wood Promenade Concerts.
- 1970 : Threnody
- 1972 : Ritornelli Per Archi Commandé pour le festival d'Édimbourg par l'Ensemble baroque écossais.
- 1981 : Mosaics Commandé pour Cantilène par Radio Clyde.
- 1982 : Introit Commandé par la BBC.
- 1986 : St Kentigern Suite Commandé par les amis de la cathédrale de Glasgow.
- 1990 : Carillon Commandé par le Glasgow city council en 1990 dans le cadre des célébrations de la Ville européenne de la Culture comme œuvre inaugurale pour célébrer l'ouverture du nouveau Royal Concert Hall de la ville.
- 1959 : Toccata for Orchestra

### Œuvres chorales
- 1967 : Ave Maria/Pater Noster
- 1967 : Night Songs, Commandées par les John Currie Singers
- 1970 : Missa Pro Mundo Conturbato, commandée par les John Currie Singers.
- 1971 : Te Deum, Large Chorus, commandé par le festival d'Édimbourg pour le concert d'ouverture à l'occasion de son 25e anniversaire.
- 1971 : Sequentiae Passions Large Chamber Choir, commandé par le Musica Nova.
- 1976 : Ubi Caritas et Amor, commandé par les Baccholian Singers pour le festival de la ville de Londres.
- 1977 : Songs of Hope and Expectation, chœur de chambre, commandé par les John Currie Singers.
- 1989 : Amor Christi, chœur de chambre, commandé par les Scottish Philharmonic Singers.
- 1992 : Cantigas Para Semana Santa, commandé par le Cappella Nova
- 1993 : Confitemini Domino, commandé par le Royal College of Organists pour célébrer son 100e anniversaire.

A Cappella Masses
- 1955 : St. Augustine
- 1960 : Mass in Polyphonic Style
- 1960 : Missa Brevis
- 1961 : Messe sur un choral de Bach

### Opéras
- 1968 : The Charcoal Burner Opéra en un acte. 8 personnages. Livret Edwin Morgan, commandé par la BBC.
- 1975 : The Confessions of a Justified Sinner, opéra en 3 actes. 3 personnages principaux plus chœur Livret : John Currie (à partir du roman The Private Memoirs and Confessions of a Justified Sinner de James Hogg). Commandé par le Scottish Opera.

### Ballet
- 1973 : Embers of Glencoe, commandé par le Scottish Ballet.

### Fanfare
- 1967 : Sinfonietta, commandée par le Scottish Amateur Music Association for the National Youth Brass Band of Scotland.
- 1969 : Cartoon for Cornet, commandé par Robert Oughton et le Scottish CWS Band.
- 1984 : Refrains and Cadenzas, commandés par le Cheltenham Festival et utilisés comme pièce d'essai pour les Championnats d'Europe en 1984.

### Musique vocale
- 1951 : By The Waters Of Babylon, A Capella
- 1961 : Three Orkney Songs, commandé par la BBC. Sop/Bar et Quintet.
- 1962 : Six Scots Songs, commandées par les Baccholian Singers pour le City of London Festival (en). Voix et piano.
- 1964 : Carmina Sacra, orchestral / existe aussi une version pour voix et clavier.
- 1967 : My Soul Longs for Thee SSA et orgue.
- 1967 : Night Songs, commandées par les John Currie Singers. A Capella.
- 1977 : One Foot In Eden, commandé par Josephine Nendick. Orchestral / existe aussi une version pour voix et piano.
- 1983 : The Willow Branches, sept chansons des Chinois. Commandé par Marilyn de Blieck. Orchestral / existe aussi une version pour voix et piano.

### Carols
- 1967 : A Babe is Born
- 1974 : There Is No Rose

### Musique de chambre
- 1954 : Quatuor à cordes no 2
- 1958 : Quatuor à cordes no 2, prix de composition McEwen
- 1978 : Quatuor à cordes no 2, commandé par le quatuor à cordes d’Édimbourg.
- 1961 : Violin Sonata, commandée par l'université de Glasgow.
- 1965 : Concerto Da Camera, commandé par le Bernicia Ensemble.
- 1962 : Sonatina For Clarinet and Piano
- 1965 : Pas De Quoi, six petites danses pour cordes.
- 1966 : Trio avec piano, commandé par le Scottish Trio
- 1968 : Sinfonia for Seven Instruments, commandée par l'université de Glasgow
- 1971 : Sonata For Cello And Piano, commandée par la Glasgow Chamber Music Society.
- 1972 : Canti Notturni, commandé par le Clarina Ensemble.
- 1972 : Ritornelli Per Archi, commandé par le Scottish Baroque Ensemble pour le Festival d'Édimbourg.
- 1973 : Complementi, commandé par l'Ensemble Clarina.
- 1981 : Mosaics, commandé pour Cantilena par Radio Clyde.
- 1985 : Chamber Concerto, commandé par le New Music Group of Scotland.
- 1986 : St Kentigern Suite, commandée par les amis de la cathédrale de Glasgow à l'occasion du 850e anniversaire de la cathédrale.
- 1990: Chamber Symphony, commandée par l'ensemble Paragon et le Glasgow District Council dans le cadre des célébrations de la désignation de Glasgow comme ville européenne de la culture en 1990.
- 1996 : Threads, commandé par le Duo contemporain.
- 2011 : Sunset Song, arrangé par Kenny Letham à partir d'une musique de scène à l'origine commandée par la BBC.

### Œuvres pour instruments
- 1956 : Sonatina (1956) pour piano.
- 1964 : Sonata (1964) pour piano.
- 1964 : Three Pieces - Rêverie, Tzigane, Valse Viennoise (1964) pour piano. Plus tard arrangé pour deux guitares.
- 1964 : Fantasia pour violoncelle.
- 1969 : Soliloquy pour guitare. Commandé par les Glasgow Master Concerts pour Julian Bream.
- 1971 : Three Pieces pour guitare.
- 1972 : Coplas Del Ruisenor pour guitare. Commandé par Angelo Gilardino.
- 1982 : Cancion pour guitare.
- 1983 : Incunabula pour piano.
- 1983 : Dream Music pour guitare. Commandé par Phillip Thorne.
- 1991 : Toccata Festevole pour orgue. Commandé par le Paisley International Organ Festival.
- 1991 : Chanson De Geste pour cor solo. Commandé par les Redcliffe Concerts.

### Musique de scène
- 1954 : The Face of Love, commandé par BBC Radio
- 1954 : Witchwood, commandé par BBC Radio
- 1955 : Glencoe, commandé par BBC Radio
- 1955 : Susannah and the Elders, commandé par BBC Radio
- 1956 : Storm, commandé par BBC Radio
- 1956 : Oggs Log, commandé par BBC Radio
- 1957 : All in Good Faith, commandé par BBC Radio
- 1957 : A Nest of Singing Birds, commandé par BBC Radio
- 1957 : The Boy David, commandé par BBC Radio
- 1957 : For Tae Be King, commandé par BBC Radio
- 1958 : The Great Montrose, commandé par BBC Radio
- 1959 : The Wallace, commandé par BBC Radio
- 1960 : Enquiry, commandé par BBC Radio
- 1964 : Brush Off the Dust, commandé par BBC Radio
- 1965 : Checkpoint, commandé par BBC Radio
- 1965 : Charles Rennie Mackintosh, Commandé par BBCTV
- 1965 : Robert Burns, commandé par BBCTV
- 1966 : A Season for Mirth, commandé par BBC Radio
- 1967: A Spell for Green Corn, commandé par BBC Radio
- 1968 : Ships of the ’45, commandé par BBC Radio
- 1969 : The March of the ’45, commandé par BBC Radio
- 1971 : Sunset Song (Part 1 of A Scots Quair), commandé par BBCTV
- 1973 : The New Road, commandé par BBCTV
- 1980 : There was a Man, commandé par Radio Clyde
- 1980 : Summer Solstice, commandé par Radio Clyde
- 1980 : The House with the Green Shutters, commandé par BBC Radio
- 1982 : Cloud Howe (Part 2 of A Scots Quair), commandé par BBCTV
- 1983 : Grey Granite (Part 3 of A Scots Quair), commandé par BBCTV
- 1984 : Voyage of St Brandon, commandé par BBCTV
- 1984 : Murder Not Proven, commandé par BBCTV
- Gaudi (N.D.) Commandé par BBCTV
- The Castle of May (N.D.), commandé par BBCTV

## Enregistrements
- 2003 : Cancion for Guitar, Tuomo Tirronen; MSR Classics MS1214
- 2008 : Cancion for Guitar, Stefan Grasse; Xolo CD1015
- 2009 : Cancion for Guitar, Allan Neave; Delphian DCD34079
- 1995 : Cartoon, West Lothian Schools Brass Band; Polyphonic Reproductions Ltd. QPRL075D
- 1998 : Cartoon, Royal Norwegian Navy Band; Doyen Series DOYCD083
- 2000 : Cartoon, West Lothian Celebrity Winds; 'Celebrations'
- 1993 : Cello Sonata, Alla Vasilieva & Alexei Smitov; Russian Disc RDCD00680
- 1993 : Chamber Symphony, Paragon Ensemble; Continuum Ltd. CCD1032
- 2011 : Complementi, Daniel's Beard; Meridian CDE84607
- 2005 : Confitemini Domino, Bearsden Choir (en) ; Norsound NM-050344
- 2008 : Coplas del Ruiseñor for Guitar, Stefan Grasse; Xolo CD1015
- 1993 : Fantasia for 'Cello, Alla Vasilieva; Russian Disc RDCD00680
- 2001 : Incunabula for Piano, Johannes Wolff; Hastedt Verlag & Musikedition HT5322
- 2009 : Incunabula for Piano, Simon Smith; Delphian DCD34079
- 1988 : Introit, Scottish National Orchestra; Queensgate Music
- 1988 : Concerto pour piano, Scottish National Orchestra; Queensgate Music
- 1991 : Sonate pour piano, Peter Sievewright; Merlin Records MRFD891706
- 2001 : Sonate pour piano, Johannes Wolff; Hastedt Verlag & Musikedition HT5322
- 2009 : Sonate pour piano, Simon Smith; Delphian DCD34079
- 2001 : Sonatine pour piano, Johannes Wolff; Hastedt Verlag & Musikedition HT5322
- 2009 : Trio avec piano, Delphian DCD34079
- 1997 : Refrains and Cadenzas, Grimethorp Colliery Band; Chandos Brass CHAN4549
- 1990 : St Kentigern Suite, Scottish Ensemble; Virgin Classics Ltd. VC7 91112-2 260421-231
- 1996 : St Kentigern Suite, RSAMD Chamber Orchestra; RSAMD
- 2009 : Quatuor à cordes no 3, Edinburgh Quartet; Delphian DCD34079
- 1997 : Sinfonietta pour orchestre d'harmonie, National Youth Brass Band of Scotland; Amadeus AMSCD027
- 1997 : Trois pièces pour guitare, Allan Neave; BGS Records BGCD104
- 1998 : There is no Rose, Cappella Nova; Rota RTCD001
- 2009 : Trois pièces pour guitare, Allan Neave; Delphian DCD34079
- 2001 : Trois pièces pour piano, Johannes Wolff; Hastedt Verlag & Musikedition HT5322
- 1993 : Concerto pour violon, National Youth Orchestra of Scotland; NYOS Records NYOS001

## Biographie
Une biographie de Thomas Wilson écrite par sa veuve, Margaret Wilson, et David Griffith est publiée par Queensgate Music en août 2011.